# Chelysida
Chelysida là một chi bọ cánh cứng trong họ Chrysomelidae.
Chi này được Fairmaire miêu tả khoa học năm 1882.

## Các loài
Chi này gồm các loài:
- Chelysida obtecta Fairmaire, 1882